# Hakeem Odoffin
Hakeem Odoffin (Barnet, Londres, Inglaterra, 13 de abril de 1998) es un futbolista inglés. Juega de defensa y su equipo es el Luton Town F. C. de la League One de Inglaterra.

## Trayectoria
Jugó para el Wolverhampton Wanderers hasta la temporada 2017-18, se unió al Northampton Town en julio de 2018 por dos años. 
El 30 de enero de 2019 fichó por el Livingston F. C. de la Scottish Premiership de Escocia. El 31 de julio de 2020 se unió al Hamilton Academical de la misma categoría.

## Clubes[5]
| Club                          | País       | Año       |
| ----------------------------- | ---------- | --------- |
| Barnet F. C.                  | Inglaterra | 2015-2016 |
| Wolverhampton Wanderers F. C. | Inglaterra | 2016-2018 |
| Eastleigh F. C. (préstamo)    | Inglaterra | 2016-2017 |
| Northampton Town F. C.        | Inglaterra | 2018-2019 |
| Livingston F. C.              | Escocia    | 2019-2020 |
| Hamilton Academical F. C.     | Escocia    | 2020-2021 |
| Rotherham United F. C.        | Inglaterra | 2021-2025 |
| Luton Town F. C.              | Inglaterra | 2025-     |

## Palmarés

### Títulos nacionales
| Título     | Club                   | País       | Año  |
| ---------- | ---------------------- | ---------- | ---- |
| EFL Trophy | Rotherham United F. C. | Inglaterra | 2022 |